# Cantón de Boissy-Saint-Léger
El cantón de Boissy-Saint-Léger era una división administrativa francesa, que estaba situada en el departamento de Valle del Marne y la región de Isla de Francia.

## Composición
El cantón estaba formado por dos comunas:
- Boissy-Saint-Léger
- Limeil-Brévannes

## Supresión del cantón de Boissy-Saint-Léger
En aplicación del Decreto nº 2014-171 de 17 de febrero de 2014, el cantón de Boissy-Saint-Léger fue suprimido el 22 de marzo de 2015 y sus 2 comunas pasaron a formar parte; una del nuevo cantón de Meseta de Brie y una del nuevo cantón de Villeneuve-Saint-Georges.